# Sound of Freedom
Sound of Freedom (bra: Som da Liberdade; prt: Sound of Freedom) é um filme estadounidense de 2023, do gênero drama de ação, escrito e dirigido por Alejandro Monteverde. É estrelado por Jim Caviezel, Mira Sorvino e Bill Camp.
Caviezel interpreta Tim Ballard, um ex-agente especial do Departamento de Segurança Interna dos Estados Unidos que se tornou vigilante, e embarca em uma perigosa missão para resgatar crianças de traficantes sexuais na Colômbia.
Apesar da recepção mediana por parte dos críticos especializados, o filme foi bem recebido pelo público e teve uma bilheteria acima das expectativas do mercado, muito devido ao lobby realizado por conservadores, incluindo nos Estados Unidos e Brasil, em que, com intuito de tentar liderar bilheteria, foram distribuídas entradas gratuitas.

## Sinopse
Tim Ballard, um ex-agente, deixa seu emprego como agente especial da Homeland Security Investigations (HSI) para se tornar um vigilante e embarca em uma perigosa missão para resgatar crianças de cartéis e traficantes de pessoas na América Latina.

## Elenco
- Jim Caviezel como Tim Ballard
- Mira Sorvino como Katherine Ballard
- Bill Camp como Batman
- Kurt Fuller como Frost
- Gary Basaraba como Earl Buchanan
- José Zuñiga como Roberto
- Gerardo Taracena como El Alacrán
- Scott Haze como Chris
- Eduardo Verástegui como Paul[15]
- Javier Godino como Jorge
- Gustavo Sánchez Parra como El Calacas

## Produção

### Desenvolvimento
Sound of Freedom foi inspirado na história de Tim Ballard e nos eventos que o levaram a se tornar um ativista contra o tráfico de crianças antes de fundar a Operation Underground Railroad.
Eduardo Verástegui conheceu Ballard e se sentiu chamado a fazer o filme para aumentar a conscientização sobre a indústria do tráfico sexual.
Tim Ballard solicitou pessoalmente que Jim Caviezel o retratasse no filme; os produtores ficaram surpresos com o pedido e tentaram convencê-lo a escolher um ator que mais se parecesse com ele. No entanto, Ballard foi firme, dizendo que foi afetado pelos papéis de Caviezel em A Paixão de Cristo e O Conde de Monte Cristo.
Caviezel, antes das filmagens do filme, passou vários dias acompanhando Tim Ballard e aprendendo sobre as operações da Operation Underground Railroad. Ele conta que conseguiu ir à América Latina e presenciar uma operação comandada pelo próprio Ballard.
O filme foi marcado pelo compositor espanhol Javier Navarrete.

### Filmagens
A fotografia principal começou no verão de 2018. Enquanto parte de Sound of Freedom foi filmado nos Estados Unidos (Calexico, Califórnia), a maior parte do filme foi filmada em Cartagena, Colômbia. O filme foi concluído em 2018, e um acordo de distribuição foi feito com a subsidiária latino-americana da Twentieth Century Fox (atual 20th Century Studios). Quando o estúdio foi comprado pela The Walt Disney Company, o projeto do filme foi arquivado. Posteriormente, os cineastas compraram os direitos de distribuição de volta do estúdio.

### Lançamento
Eduardo Verástegui procurou a Angel Studios, Inc. com os direitos de lançamento. O estúdio apresentou o filme a um grupo online de 100.000 investidores em seus projetos passados chamado Angel Guild, que lhe deu um voto "sim" em poucos dias. Em 2023, a Angel Studios adquiriu os direitos de distribuição mundial, com um lançamento planejado durante o segundo semestre de 2023. Em maio do mesmo ano, foi anunciado a data de lançamento do longa-metragem nos Estados Unidos em 4 de julho de 2023.
Em 30 de março de 2023, a Variety informou que a Angel Studios havia adquirido os direitos de distribuição do filme em todo o mundo.
A Angel  Studios usou equity crowdfunding, uma modalidade de financiamento coletivo, para levantar os fundos necessários para distribuir e comercializar o filme. Sete mil pessoas investiram, permitindo que a Angel atingisse sua meta de US$ 5 milhões em duas semanas. O estúdio também encorajou os clientes a usarem o método "pay It Foward", que permite as pessoas comprarem ingressos para outras pessoas que de outra forma não poderiam ver o filme para vê-lo nas salas de cinema gratuitamente. Sound of Freedom é o segundo lançamento da Angel Studios nos cinemas depois de His Only Son.
Sound of Freedom foi lançado nos Estados Unidos em 4 de julho de 2023.
Jim Caviezel afirmou que este foi o segundo filme mais importante que ele já fez. Ele classifica isso por trás de seu papel como Jesus Cristo em 2004, A Paixão de Cristo.
Em 11 de agosto de 2023, a Paris Filmes anunciou que o filme seria lançado no Brasil em 21 de setembro de 2023. Já em Portugal o longa tem data prevista em 16 de novembro.

## Precisão
Os jornalistas investigativos Lynn Packer e Damion Moore, do American Crime Journal, relataram que Tim Ballard mentiu sobre seu envolvimento no caso retratado no filme e forjou detalhes sobre suas atividades de tráfico sexual infantil.
A Operation Underground Railroad, fundada por Tim Ballard, foi criticada por estar associada ao grupo Qanon, e numa entrevista em 3 de julho de 2023, de Jordan Peterson a Tim Ballard, é clarificado que o rapto de crianças para o uso em rituais de feitiçaria no continente africano, em que o sangue é bebido e genitais pendurados nos telhados de negócios com o objetivo de agradar a deuses obscuros, é bem real mas que o grupo Qanon contesta que esses rituais são também realizados por políticos e outras pessoas em altos cargos no Ocidente, cujo objetivo é recolher adrenocromo de crianças e usar como droga, Tim não aprova esta conexão.

## Recepção
O Los Angeles Times notou que o filme se tornou parte da guerra cultural, afirmando que "apoiar o filme tornou-se uma causa do dia para o público MAGA". O National Post argumentou que o filme era um exemplo de estúdio independente "vencendo Hollywood em seu próprio jogo".

### Crítica
Embora bem recebido pelo público, o filme foi um fracasso de crítica. No site agregador Rotten Tomatoes, teve um índice de aprovação de 58% baseado em 81 resenhas, com uma nota média de 5,9 (de 10). O consenso do site dizia: "Sound of Freedom é um apelo à ação eficaz e cheio de suspense contra o tráfico humano, mas não isento de problemas em sua descrição do assunto delicado". Já no site Metacritic, o filme recebeu uma nota agregada de 36 (de 100), baseado em onze críticas, indicando uma "recepção negativa".

### Endossos
O filme foi abraçado pelo público e por personalidades conservadoras americanas, como Mel Gibson, Dana White, Elon Musk, Ben Shapiro, Jewel e pela organização Family Research Council. Donald Trump realizou uma exibição especial do filme no seu clube de golfe na terceira semana de julho de 2023; Caviezel, Ballard e Verástegui compareceram.
O sucesso do filme surpreendeu muitos especialistas do setor, especialmente considerando que foi lançado apenas em 2 850 salas de cinema, bem menos dos longas como Insidious: The Red Door (3 188 salas) e Indiana Jones and the Dial of Destiny (4 600 salas).

### Supostas conexões com a teoria da conspiração QAnon
Os críticos do filme acusaram os cineastas de embelezar a realidade da exploração infantil e alimentar as teorias da conspiração QAnon, referindo-se a uma "crença de que um grupo central de elite adoradora do diabo governa o mundo". Vários jornalistas apontaram que o filme não mencionava nenhuma teoria da conspiração QAnon.
Tanto Ballard quanto Caviezel tornaram público suas crenças nas teorias da conspiração do movimento QAnon. Caviezel endossou a crença espúria de que traficantes de crianças drenam o sangue de crianças para obter adrenocromo, um produto químico com supostas propriedades antienvelhecimento. Caviezel sugeriu ter visto evidências de crianças sendo submetidas à prática. Caviezel reiterou sua crença na teoria da conspiração do adrenocromo durante a turnê de imprensa para Sound of Freedom.
Ballard criticou aqueles que traçavam uma conexão entre o filme e QAnon, dizendo:
"Eles não fazem nenhuma conexão com a história real. É muito difícil fazer essa conexão quando é realmente baseado em uma história verdadeira".